# Осіно

35°27′36″ пн. ш. 138°50′52″ сх. д. / 35.46000° пн. ш. 138.84778° сх. д.
О́сіно (яп. 忍野村, おしのむら, МФА: [oɕino muɾa]) — село в Японії, в повіті Мінамі-Цуру префектури Яманасі. Станом на 1 квітня 2009 площа села становила 25,15 км². Станом на 1 липня 2011 населення села становило 8719 осіб.